# Mohammed Abdellaoue
Mohammed Abdellaoue (arabsky محمد عبد اللاوي; narozen 23. října 1985, Oslo, Norsko) je norský fotbalový útočník a reprezentant marockého původu.
Mimo Norsko působil na klubové úrovni v Německu. Jeho mladším bratrem je fotbalista Mustafa Abdellaoue a příbuzným fotbalista Omar Elabdellaoui.

## Reprezentační kariéra
Abdellaoue nastupoval v norských mládežnických reprezentacích U18, U19 a U21.
V A-mužstvu Norska debutoval 20. 8. 2008 v přátelském utkání v Oslu proti týmu Irska (remíza 1:1).